# Build the Earth

BuildTheEarth(빌드 디 어스, BTE)는 샌드박스 비디오 게임인 마인크래프트 내에서 지구의 1:1 스케일 모델을 만드는 데 전념하는 프로젝트이다.

## 역사
BuildTheEarth는 2020년 3월 유튜버 PippenFTS가 마인크래프트 비디오 게임에서 지구를 재현하기 위한 협력 노력으로 만들었다. 코로나19 봉쇄 기간 동안 이 서버는 플레이어에게 가상으로 세계를 경험하고 건설할 기회를 제공하는 것을 목표로 했다. 유튜브 영상에서 PippenFTS는 잠재적인 참가자들에게 지구 지형의 기본적인 모델 위에 인공 구조물을 재현할 것을 촉구했다. 프로젝트 조정을 돕기 위해 만들어진 디스코드 서버는 2020년 4월까지 십만 명 이상의 사용자를 끌어모았다. PippenFTS는 2024년에 프로젝트를 완전히 떠났지만, 이 프로젝트는 여전히 커뮤니티에서 활발히 유지되고 있다.
메르카토르 도법을 사용하여 지형을 생성하려는 시도가 실패한 후, 주최자들은 다이맥시온 지도 투영법의 수정된 버전을 선택했다. 이 대안적인 접근 방식은 바다가 심하게 왜곡되는 대신 육지의 왜곡을 최소화하는 것을 우선시했다.
마인크래프트 개발사 모장 스튜디오는 2020년 지구의 날 (4월 22일)에 자신들의 웹사이트에서 이 프로젝트를 소개했다. 2020년 7월, 유튜버 MrBeast는 그와 50명의 다른 사람들이 프로젝트 내에서 그의 고향인 롤리 (노스캐롤라이나주)를 건설하는 영상을 공개했다.
2020년에 다니엘 탄이 서버에 타지마할의 전체 크기 재현을 완료했다. 2022년에는 2,000명 이상의 플레이어로 구성된 팀이 9/11 기념관, 뉴욕 카운티 법원, 성 패트릭 대성당 (미드타운 맨해튼), 소호 등 뉴욕시의 많은 유명 장소를 포함하여 1:1 스케일로 뉴욕의 여러 곳을 재현했다. 400명 이상의 플레이어로 구성된 팀이 알가르베 국제 서킷을 포함한 포르투갈의 여러 건물의 건설을 완료했다.

## 소프트웨어
원래 이 프로젝트는 주로 두 가지 마인크래프트 수정에 의존하여 작동했다: Cubic Chunks와 Terra++. Cubic Chunks는 마인크래프트의 특정 높이 이상으로 구조물을 건설하는 제한을 제거한다. Terra++는 오픈스트리트맵과 같은 지리 데이터 서비스의 정보를 사용하여 건설 과정을 용이하게 하기 위해 지형을 자동으로 생성한다.
그러나 마인크래프트 버전 1.18에서 새로운 월드 높이 제한이 도입되면서 전 세계의 더 많은 지역이 바닐라 범위에 들어갈 수 있게 되었다. 2025년 기준 기준으로 프로젝트의 대부분은 미국과 남미의 일부 지역을 제외하고는 마인크래프트 1.20 이상 버전으로 전환되었으며, 별도의 수정 없이 진행된다.